# 杜萨里帕拉
杜萨里帕拉（Dhusaripara），是印度西孟加拉邦Murshidabad县的一个城镇。总人口12117（2001年）。

## 人口
该地2001年总人口12117人，其中男性6091人，女性6026人；0—6岁人口2831人，其中男1454人，女1377人；识字率29.92%，其中男性为38.96%，女性为20.78%。